# Pol Calet
Pol Calet (Fleurus, 6 mei 1948) was een Belgisch lid van het Waals Parlement.

## Levensloop
Als leerkracht in Charleroi werd Calet socialistisch militant. In oktober 1976 werd hij voor de PS gemeenteraadslid van Fleurus en was er van 1993 tot 2000 schepen. Van 2001 tot 2006 was hij burgemeester van de gemeente ter opvolging van Albert Fanuel. In 2006 haalde schepen Jean-Luc Borremans meer voorkeurstemmen dan Calet, waardoor die de nieuwe burgemeester werd. Calet werd opnieuw schepen. Ook werd hij voorzitter van de voetbalclub van Heppignies.
Van 2004 tot 2009 was hij lid van het Waals Parlement en van het Parlement van de Franse Gemeenschap. Bij de verkiezingen van 2009 was hij geen kandidaat meer om herkozen te worden. Kort nadien stopte hij ook als schepen en gemeenteraadslid van Fleurus en dit betekende het einde van zijn politieke loopbaan.